# Place de l'Alma
La Place de l’Alma o Place Diana es una plaza situada en los distritos VIII y XVI de París, Francia. Tiene este nombre debido a la cercanía del Puente del Alma. Con un diámetro de unos 110 m, está situada en el cruce de las avenidas de New-York, du Président-Wilson, George-V, Montaigne y el Cours Albert I.
Esta plaza está servida por la estación Alma - Marceau del Metro de París.

## Edificios de interés

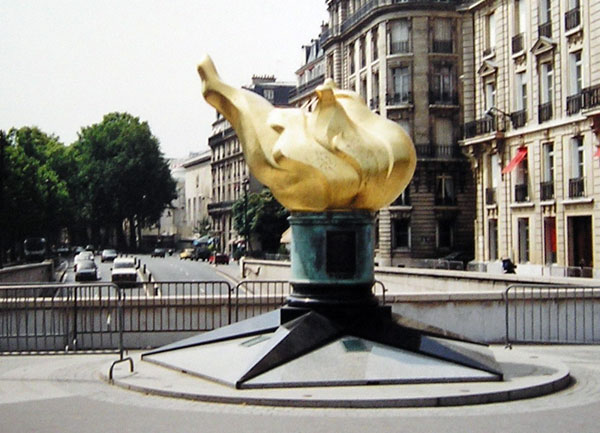
La Llama de la Libertad.

La plaza es célebre por su Llama de la Libertad (en francés: Flamme de la Liberté), réplica de la llama de la Estatua de la Libertad. Esta llama, ofrecida por el Herald Tribune en 1989, se instaló entre la plaza y el principio del puente, en el alero del túnel donde murió la princesa Diana el 31 de agosto de 1997 en un accidente de tráfico. Serviría desde entonces de monumento al recuerdo para muchos admiradores de la princesa.
- En el número 3, en la esquina con la Avenue du Président-Wilson, se encontraba el café Yacht Club français, que regentaba el fotógrafo Eugène Druet y que abandonó en 1903 para abrir una galería de arte en el número 114 de la Rue du Faubourg Saint-Honoré.